# Conistra nigrescens
Conistra nigrescens är en fjärilsart som beskrevs av Barend J. Lempke 1941. Conistra nigrescens ingår i släktet Conistra och familjen nattflyn. Inga underarter finns listade i Catalogue of Life.